# Dinamo Basket Sassari
O Dinamo Basket Sassari, também conhecido como Banco di Sardegna Sassari por motivos de patrocinadores, é um clube profissional de basquetebol sediado na cidade de Sassari, Italia fundado em 1960 atualmente joga a Serie A e a Liga dos Campeões.

## Histórico de Temporadas
| Temporada | Nível | Liga                 | Pos.      | J         | PL                  | Resultado              | Copa doméstica      | Competições Europeias   |
| --------- | ----- | -------------------- | --------- | --------- | ------------------- | ---------------------- | ------------------- | ----------------------- |
| 1981-82   | 3     | Serie B              | 13        | 11-19     |                     | Rebaixado              | —                   | —                       |
| 1982-83   | 3     | Serie B              | 13        | 13-17     |                     | Rebaixado              | —                   | —                       |
| 1983-84   | 4     | Serie C              |           |           |                     | Promovido              | —                   | —                       |
| 1984-85   | 3     | Serie B              | 8         | 14-16     |                     |                        | —                   | —                       |
| 1985-86   | 3     | Serie B              | 6         | 18-12     |                     |                        | —                   | —                       |
| 1986-87   | 3     | Serie B d'Eccellenza | 8         | 15-15     |                     |                        | —                   | —                       |
| 1987-88   | 3     | Serie B d'Eccellenza | 8         | 15-15     |                     |                        | —                   | —                       |
| 1988-89   | 3     | Serie B d'Eccellenza | 2         | 22-8      | 2-1                 | Promovido              | —                   | —                       |
| 1989-90   | 2     | Serie A2             | 13        | 13-17     |                     |                        | —                   | —                       |
| 1990-91   | 2     | Serie A2             | 11        | 13-17     |                     |                        | —                   | —                       |
| 1991-92   | 2     | Serie A2             | 10        | 13-17     |                     |                        | —                   | —                       |
| 1992-93   | 2     | Serie A2             | 12        | 14-16     |                     |                        | —                   | —                       |
| 1993-94   | 2     | Serie A2             | 8         | 16-14     |                     |                        | —                   | —                       |
| 1994-95   | 2     | Serie A2             | 8         | 18-16     | 2-4                 | Semifinal do grupo A   | —                   | —                       |
| 1995-96   | 2     | Serie A2             | 11        | 12-20     |                     |                        | —                   | —                       |
| 1996-97   | 2     | Serie A2             | 10        | 12-20     | 1-2                 |                        | —                   | —                       |
| 1997-98   | 2     | Serie A2             | 8         | 12-18     | 3-3                 | Semifinais do grupo A  | —                   | —                       |
| 1998-99   | 2     | Serie A2             | 13        | 13-19     |                     | [ nota 3 ]             | —                   | —                       |
| 1999-00   | 2     | Serie A2             | 11        | 8-22      |                     | Rebaixado              | —                   | —                       |
| 2000-01   | 3     | Serie B d'Eccellenza | 1         | 20-6      | 0-2                 | —                      | —                   | —                       |
| 2001-02   | 3     | Serie B d'Eccellenza | 2         | 18-8      | 4-4                 | Finalista Gr. A        | 2 Copa LNP SF       | —                       |
| 2002-03   | 3     | Serie B d'Eccellenza | 3         | 23-9      | 6-3                 | Promovidovencedor Gr.A | 2 Copa LNP FC       | —                       |
| 2003-04   | 2     | Legadue              | 10        | 12-20     |                     |                        |                     | —                       |
| 2004-05   | 2     | Legadue              | 13        | 10-20     |                     |                        | —                   | —                       |
| 2005-06   | 2     | Legadue              | 11        | 14-16     |                     |                        | —                   | —                       |
| 2006-07   | 2     | Legadue              | 13        | 12-18     |                     |                        | —                   | —                       |
| 2007-08   | 2     | Legadue              | 3         | 20-10     | 0-3                 | Quartas de finais      | 2 Copa LegaDue SF   | —                       |
| 2008-09   | 2     | Legadue              | 5         | 17-13     | 7-5                 | Finalista              | —                   | —                       |
| 2009-10   | 2     | Legadue              | 3         | 18-12     | 9-4                 | Promovidocampeão       | 2 Copa LegaDue SF   | —                       |
| 2010-11   | 1     | Serie A              | 6         | 15-15     | 1-3                 | Quartas de finais      | —                   | —                       |
| 2011-12   | 1     | Serie A              | 4         | 20-12     | 3-3                 | Semifinais             | 1 Copa da Itália QF | —                       |
| 2012-13   | 1     | Serie A              | 2         | 22-8      | 3-4                 | Quartas de finais      | 1 Copa da Itália SF | 2 EuroCopa TR           |
| 2013-14   | 1     | Serie A              | 4         | 18-12     | 5-3                 | Semifinais             | 1 Copa da Itália C  | 2 EuroCopa OF           |
| 2014-15   | 1     | Serie A              | 5         | 19-11     | 11-7                | Campeão                | 1 Copa da Itália C  | 1 EuroLiga TR           |
| 2014-15   | 1     | Serie A              | 5         | 19-11     | 11-7                | Campeão                | 1 Copa da Itália C  | 2 EuroCopa OF           |
| 2015-16   | 1     | Serie A              | 7         | 16-14     | 0-3                 | Quartas de finais      | 1 Copa da Itália QF | 1 EuroLiga TR           |
| 2015-16   | 1     | Serie A              | 7         | 16-14     | 0-3                 | Quartas de finais      | 1 Copa da Itália QF | 2 EuroCopa TR           |
| 2016-17   | 1     | Serie A              | 5         | 17-13     | 0-3                 | Quartas de finais      | 1 Copa da Itália F  | 3 Liga dos Campeões QF  |
| 2017-18   | 1     | Serie A              | 10        | 15-15     |                     |                        | —                   | 3 Liga dos Campeões TR  |
| 2017-18   | 1     | Serie A              | 10        | 15-15     | 4 Copa Europeia F16 |                        | —                   |                         |
| 2018-19   | 1     | Serie A              | 4         | 18-12     | 9-4                 | Finalista              | 1 Copa da Itália SF | 4 Copa Europeia C       |
| 2019-20   | 1     | Serie A              | Cancelado | Cancelado | Cancelado           | Cancelado              | 1 Copa da Itália QF | 3 Liga dos Campeões OF  |
| 2020-21   | 1     | Serie A              | 5         | 18-10     | 2-3                 | Quartas de finais      | 1 Copa da Itália QF | 3 Liga dos Campeões T16 |
| 2021-22   | 1     | Serie A              | 6         | 17-13     | 3-4                 | Semifinais             | 1 Copa da Itália QF | 3 Liga dos Campeões TR  |
| 2022-23   | 1     | Serie A              | 5         | 17-13     | 3-4                 | Semifinais             |                     | 3 Liga dos Campeões TR  |

fonte:eurobasket.com